# Sekunda kątowa
Sekunda – jednostka miary kąta płaskiego równa 1/60 minuty, czyli 1/3600 stopnia, oznaczana 1″. Nie należy do układu SI.
Dzieli się na 60 tercji, czyli 3600 kwart.
1″ = (π/648000) rad = 60‴ = (1/60)′ = (1/3600)° = 0,004938 tysiącznej.
W typografii cyfrowej sekunda kątowa oznaczana jest znakiem bis (łac.) o numerze unikodowym U+2033 DOUBLE PRIME.

## W astronomii
Odległość od Ziemi do innych ciał niebieskich, w szczególności gwiazd, jest często mierzona z wykorzystaniem efektu paralaksy. Ze względu na wielkie odległości dzielące gwiazdy, kąt paralaksy rocznej wygodnie jest podawać w milisekundach kątowych równych jednej tysiącznej sekundy kątowej. Nawet najbliższa (oprócz Słońca) gwiazda, Proxima Centauri, jest na tyle oddalona, że jej paralaksa jest równa 769 milisekund łuku; dalsze gwiazdy mają mniejsze wartości paralaksy. Milisekundę kątową oznacza się najczęściej mas, od ang. milliarcsecond.